# Choleva sturmii
Choleva sturmii är en skalbaggsart som beskrevs av Brisout de Barneville 1863. Choleva sturmii ingår i släktet Choleva, och familjen mycelbaggar. Arten är reproducerande i Sverige.